# Campeonato colombiano 1979
El Campeonato colombiano 1979 fue el trigésimo segundo (32°) torneo de la primera división del fútbol profesional colombiano en la historia.
Este campeonato inició el 17 de febrero y consto de dos etapas Torneo Apertura y Finalización, además de dos rondas de cuadrangulares para definir el campeón de la temporada. América de Cali se coronó campeón por primera vez en la historia; Juan Jose Irigoyen fue el máximo anotador.

## Influencia del Narcotrafico
Influencia del narcotráfico en el fútbol colombiano
Fernando Rodriguez Mondragón revelo los vínculos de los hermanos Rodriguez Orejuela miembros del Cartel de Cali en el América de Cali.
El canal de televisión ESPN hizo el documental "Los Dos Escobar" en 2010 el día lunes 21 de junio sobre la vida del futbolista Andrés Escobar Saldarriaga y el narcotraficante Pablo Emilio Escobar Gaviria y describía por medio de testimonios los vínculos que hubo en la década de finales de los años 70 y las décadas de 1980 y 1990 entre equipos del fútbol profesional colombiano y narcotraficantes de los carteles de Medellín y Cali.

## Desarrollo
Se jugaron dos torneos:
- Apertura: Ida y vuelta, todos contra todos (26 fechas). Los dos primeros clasifican al hexagonal final.

- Finalización: Dos grupos, donde los primeros siete del torneo Apertura conformaron el grupo A y los últimos 7 el grupo B, cada equipo jugaba ida y vuelta con los de su grupo (12 fechas), uno contra cada equipo del otro grupo de local o visitante (7 Fechas) y con una pareja del otro grupo de local y visitante (dos fechas), en total 21 Fechas en el finalización. Con la pareja del grupo contrario oficiaba de local dos veces el equipo del grupo B, y solo una el del grupo A. Clasifican los dos mejores del A y los dos mejores del B. Si alguno de los dos equipos clasificados en el Torneo Apertura también clasifica en el Finalización, le cederá el cupo al siguiente equipo. También clasifican los dos mejores de la reclasificación que no hayan obtenido su pase en el apertura o finalización.

- Parejas: América-Bucaramanga, Cali-Cúcuta Deportivo, U. Magdalena-Quindío, Junior-Tolima, Millonarios-Santa Fe, Once Caldas-Pereira, Medellín-Nacional.

- Cuadrangulares semifinales.:  Los equipos clasificados juegan una serie todos contra toda ida y vuelta. Los dos primeros de cada grupo clasifican al cuadrangular final.

- Cuadrangular final.:  Los equipos clasificados juegan una serie todos contra toda ida y vuelta. El primero del hexagonal final se coronara campeón y junto al subcampeón clasificarán directamente para la fase de grupos de la Copa Libertadores 1979.

## Datos de los clubes
| Equipo                 | Departamento       | Ciudad       |
| ---------------------- | ------------------ | ------------ |
| América de Cali        | Valle del Cauca    | Cali         |
| Atlético Bucaramanga   | Santander          | Bucaramanga  |
| Atlético Nacional      | Antioquia          | Medellín     |
| Cúcuta Deportivo       | Norte de Santander | Cúcuta       |
| Deportes Quindío       | Quindío            | Armenia      |
| Deportes Tolima        | Tolima             | Ibagué       |
| Deportivo Cali         | Valle del Cauca    | Cali         |
| Deportivo Pereira      | Risaralda          | Pereira      |
| Independiente Medellín | Antioquia          | Medellín     |
| Atlético Junior        | Atlántico          | Barranquilla |
| Millonarios            | Bogotá, D. C.      | Bogotá       |
| Once Caldas            | Caldas             | Manizales    |
| Independiente Santa Fe | Bogotá, D. C.      | Bogotá       |
| Unión Magdalena        | Magdalena          | Santa Marta  |

## Torneo Apertura
| Pos. | Equipo                 | Pts. | PJ | G  | E  | P  | GF | GC | Dif. | Clasificación                                    |
| ---- | ---------------------- | ---- | -- | -- | -- | -- | -- | -- | ---- | ------------------------------------------------ |
| 1    | Deportivo Cali         | 34   | 26 | 13 | 8  | 5  | 37 | 27 | +10  | Desempate, Grupo A y Cuadrangulares semifinales. |
| 2    | América de Cali        | 34   | 26 | 13 | 8  | 5  | 29 | 19 | +10  | Desempate, Grupo A y Cuadrangulares semifinales. |
| 3    | Once Caldas            | 33   | 26 | 13 | 7  | 6  | 42 | 24 | +18  | Grupo A.                                         |
| 4    | Junior                 | 32   | 26 | 13 | 6  | 7  | 36 | 27 | +9   | Grupo A.                                         |
| 5    | Unión Magdalena        | 27   | 26 | 9  | 9  | 8  | 27 | 25 | +2   | Grupo A.                                         |
| 6    | Independiente Medellín | 27   | 26 | 9  | 9  | 8  | 34 | 30 | +4   | Grupo A.                                         |
| 7    | Santa Fe               | 26   | 26 | 5  | 16 | 5  | 34 | 33 | +1   | Grupo A.                                         |
| 8    | Millonarios            | 26   | 26 | 11 | 4  | 11 | 42 | 37 | +5   | Grupo B.                                         |
| 9    | Atlético Nacional      | 24   | 26 | 8  | 8  | 10 | 32 | 38 | −6   | Grupo B.                                         |
| 10   | Deportes Quindío       | 24   | 26 | 7  | 10 | 9  | 27 | 24 | +3   | Grupo B.                                         |
| 11   | Atlético Bucaramanga   | 23   | 26 | 8  | 7  | 11 | 34 | 38 | −4   | Grupo B.                                         |
| 12   | Deportivo Pereira      | 22   | 26 | 8  | 6  | 12 | 33 | 37 | −4   | Grupo B.                                         |
| 13   | Cúcuta Deportivo       | 22   | 26 | 6  | 10 | 10 | 27 | 40 | −13  | Grupo B.                                         |
| 14   | Deportes Tolima        | 10   | 26 | 2  | 6  | 18 | 23 | 58 | −35  | Grupo B.                                         |

 Fuente: Rsssf

### Resultados
| Fecha 1 febrero 17     | Fecha 1 febrero 17 | Fecha 1 febrero 17     |
| ---------------------- | ------------------ | ---------------------- |
| Equipo Local           | Resultado          | Equipo Visitante       |
| Independiente Santa Fe | 2 - 2              | Independiente Medellín |
| Deportivo Cali         | 0 - 0              | Bucaramanga            |
| Cúcuta Deportivo       | 0 - 2              | América de Cali        |
| Atlético Nacional      | 1 - 1              | Millonarios            |
| Unión Magdalena        | 1 - 0              | Once Caldas            |
| Deportes Tolima        | 1 - 0              | Atlético Junior        |
| Deportivo Pereira      | 2 - 1              | Deportes Quindío       |

| Fecha 2 febrero 21     | Fecha 2 febrero 21 | Fecha 2 febrero 21     |
| ---------------------- | ------------------ | ---------------------- |
| Equipo Local           | Resultado          | Equipo Visitante       |
| Millonarios            | 3 - 1              | Cúcuta Deportivo       |
| Atlético Junior        | 3 - 1              | Deportivo Cali         |
| Deportes Quindío       | 1 - 0              | Unión Magdalena        |
| América de Cali        | 1 - 0              | Deportivo Pereira      |
| Bucaramanga            | 2 - 2              | Independiente Santa Fe |
| Independiente Medellín | 0 - 0              | Atlético Nacional      |
| Once Caldas            | 4 - 2              | Deportes Tolima        |

| Fecha 3 febrero 28     | Fecha 3 febrero 28 | Fecha 3 febrero 28     |
| ---------------------- | ------------------ | ---------------------- |
| Equipo Local           | Resultado          | Equipo Visitante       |
| Unión Magdalena        | 5 - 1              | Deportes Tolima        |
| Deportivo Cali         | 3 - 2              | Once Caldas            |
| Atlético Nacional      | 1 - 0              | Bucaramanga            |
| Independiente Santa Fe | 2 - 2              | Atlético Junior        |
| Deportivo Pereira      | 1 - 3              | Millonarios            |
| Cúcuta Deportivo       | 1 - 0              | Independiente Medellín |
| Deportes Quindío       | 2 - 0              | América de Cali        |

| Fecha 4 marzo 4        | Fecha 4 marzo 4 | Fecha 4 marzo 4        |
| ---------------------- | --------------- | ---------------------- |
| Equipo Local           | Resultado       | Equipo Visitante       |
| Independiente Medellín | 2 - 1           | Deportivo Pereira      |
| Bucaramanga            | 1 - 1           | Cúcuta Deportivo       |
| América de Cali        | 0 - 0           | Unión Magdalena        |
| Atlético Junior        | 2 - 1           | Atlético Nacional      |
| Millonarios            | 1 - 0           | Deportes Quindío       |
| Once Caldas            | 2 - 1           | Independiente Santa Fe |
| Deportes Tolima        | 1 - 1           | Deportivo Cali         |

| Fecha 5 marzo 7        | Fecha 5 marzo 7 | Fecha 5 marzo 7        |
| ---------------------- | --------------- | ---------------------- |
| Equipo Local           | Resultado       | Equipo Visitante       |
| América de Cali        | 1 - 0           | Millonarios            |
| Deportes Quindío       | 2 - 1           | Independiente Medellín |
| Deportivo Pereira      | 3 - 1           | Bucaramanga            |
| Independiente Santa Fe | 0 - 1           | Deportes Tolima        |
| Cúcuta Deportivo       | 1 - 0           | Atlético Junior        |
| Atlético Nacional      | 2 - 1           | Once Caldas            |
| Unión Magdalena        | 2 - 1           | Deportivo Cali         |

| Fecha 6 marzo 11       | Fecha 6 marzo 11 | Fecha 6 marzo 11       |
| ---------------------- | ---------------- | ---------------------- |
| Equipo Local           | Resultado        | Equipo Visitante       |
| Independiente Medellín | 0 - 0            | América de Cali        |
| Atlético Junior        | 3 - 0            | Deportivo Pereira      |
| Deportivo Cali         | 1 - 2            | Independiente Santa Fe |
| Bucaramanga            | 1 - 1            | Deportes Quindío       |
| Deportes Tolima        | 1 - 2            | Atlético Nacional      |
| Cúcuta Deportivo       | 0 - 2            | Millonarios            |
| Once Caldas            | 2 - 0            | Unión Magdalena        |

| Fecha 7 marzo 18  | Fecha 7 marzo 18 | Fecha 7 marzo 18       |
| ----------------- | ---------------- | ---------------------- |
| Equipo Local      | Resultado        | Equipo Visitante       |
| América de Cali   | 1 - 0            | Bucaramanga            |
| Deportes Quindío  | 6 - 1            | Atlético Junior        |
| Deportivo Pereira | 2 - 0            | Once Caldas            |
| Cúcuta Deportivo  | 1 -1             | Deportes Tolima        |
| Unión Magdalena   | 0 - 0            | Independiente Santa Fe |
| Atlético Nacional | 1 - 2            | Deportivo Cali         |
| Millonarios       | 0 - 2            | Independiente Medellín |

| Fecha 8 marzo 25       | Fecha 8 marzo 25 | Fecha 8 marzo 25  |
| ---------------------- | ---------------- | ----------------- |
| Equipo Local           | Resultado        | Equipo Visitante  |
| Independiente Medellín | 2 - 0            | Unión Magdalena   |
| Bucaramanga            | 3 - 2            | Millonarios       |
| Atlético Junior        | 0 - 1            | América de Cali   |
| Once Caldas            | 0 - 0            | Deportes Quindío  |
| Deportes Tolima        | 0 - 3            | Deportivo Pereira |
| Independiente Santa Fe | 2 - 2            | Atlético Nacional |
| Deportivo Cali         | 3 - 1            | Cúcuta Deportivo  |

| Fecha 9 marzo 28       | Fecha 9 marzo 28 | Fecha 9 marzo 28       |
| ---------------------- | ---------------- | ---------------------- |
| Equipo Local           | Resultado        | Equipo Visitante       |
| América de Cali        | 1 - 1            | Once Caldas            |
| Independiente Medellín | 2 - 1            | Bucaramanga            |
| Deportes Quindío       | 0 - 0            | Deportes Tolima        |
| Millonarios            | 1 - 2            | Atlético Junior        |
| Deportivo Pereira      | 0 - 0            | Deportivo Cali         |
| Cúcuta Deportivo       | 1 - 1            | Independiente Santa Fe |
| Unión Magdalena        | 3 - 0            | Atlético Nacional      |

| Fecha 10 abril 5       | Fecha 10 abril 5 | Fecha 10 abril 5       |
| ---------------------- | ---------------- | ---------------------- |
| Equipo Local           | Resultado        | Equipo Visitante       |
| Atlético Junior        | 0 - 0            | Independiente Medellín |
| Once Caldas            | 2 - 0            | Millonarios            |
| Deportes Tolima        | 1 - 1            | América de Cali        |
| Deportivo Cali         | 2 - 1            | Deportes Quindío       |
| Bucaramanga            | 1 - 1            | Unión Magdalena        |
| Independiente Santa Fe | 3 - 2            | Deportivo Pereira      |
| Atlético Nacional      | 1 - 3            | Cúcuta Deportivo       |

| Fecha 11 abril 8       | Fecha 11 abril 8 | Fecha 11 abril 8       |
| ---------------------- | ---------------- | ---------------------- |
| Equipo Local           | Resultado        | Equipo Visitante       |
| Bucaramanga            | 1 - 2            | Atlético Junior        |
| Deportes Quindío       | 0 - 0            | Independiente Santa Fe |
| Independiente Medellín | 1 - 1            | Once Caldas            |
| Deportivo Pereira      | 1 - 1            | Atlético Nacional      |
| Unión Magdalena        | 1 - 1            | Cúcuta Deportivo       |
| Millonarios            | 5 - 0            | Deportes Tolima        |
| América de Cali        | 1 - 1            | Deportivo Cali         |

| Fecha 12 abril 15      | Fecha 12 abril 15 | Fecha 12 abril 15      |
| ---------------------- | ----------------- | ---------------------- |
| Equipo Local           | Resultado         | Equipo Visitante       |
| Unión Magdalena        | 1 - 1             | Atlético Junior        |
| Once Caldas            | 0 - 0             | Bucaramanga            |
| Deportes Tolima        | 3 - 5             | Independiente Medellín |
| Independiente Santa Fe | 1 - 1             | América de Cali        |
| Cúcuta Deportivo       | 1 - 1             | Deportivo Pereira      |
| Atlético Nacional      | 3 - 1             | Deportes Quindío       |
| Deportivo Cali         | 3 - 2             | Millonarios            |

| Fecha 13 abril 22      | Fecha 13 abril 22 | Fecha 13 abril 22      |
| ---------------------- | ----------------- | ---------------------- |
| Equipo Local           | Resultado         | Equipo Visitante       |
| Deportivo Pereira      | 2 - 0             | Unión Magdalena        |
| Independiente Medellín | 1 - 2             | Deportivo Cali         |
| América de Cali        | 2 - 0             | Atlético Nacional      |
| Bucaramanga            | 2 - 1             | Deportes Tolima        |
| Millonarios            | 4 - 4             | Independiente Santa Fe |
| Deportes Quindío       | 2 - 0             | Cúcuta Deportivo       |
| Atlético Junior        | 0 – 0             | Once Caldas            |

Resultados Segunda Vuelta
| Fecha 1 abril 25       | Fecha 1 abril 25 | Fecha 1 abril 25       |
| ---------------------- | ---------------- | ---------------------- |
| Equipo Local           | Resultado        | Equipo Visitante       |
| Independiente Medellín | 1 – 1            | Independiente Santa Fe |
| Bucaramanga            | 3 – 2            | Deportivo Cali         |
| América de Cali        | 1 – 1            | Cúcuta Deportivo       |
| Millonarios            | 3 – 2            | Atlético Nacional      |
| Once Caldas            | 3 – 0            | Unión Magdalena        |
| Atlético Junior        | 3 – 2            | Deportes Tolima        |
| Deportes Quindío       | 1 – 0            | Deportivo Pereira      |

| Fecha 2 abril 29       | Fecha 2 abril 29 | Fecha 2 abril 29       |
| ---------------------- | ---------------- | ---------------------- |
| Equipo Local           | Resultado        | Equipo Visitante       |
| Cúcuta Deportivo       | 0 – 2            | Millonarios            |
| Deportivo Cali         | 1 - 0            | Atlético Junior        |
| Unión Magdalena        | 0 - 0            | Deportes Quindío       |
| Deportivo Pereira      | 1 - 2            | América de Cali        |
| Independiente Santa Fe | 2 - 0            | Bucaramanga            |
| Atlético Nacional      | 1 - 5            | Independiente Medellín |
| Deportes Tolima        | 1 - 2            | Once Caldas            |

| Fecha 3 mayo 6         | Fecha 3 mayo 6 | Fecha 3 mayo 6         |
| ---------------------- | -------------- | ---------------------- |
| Equipo Local           | Resultado      | Equipo Visitante       |
| Deportes Tolima        | 0 - 2          | Unión Magdalena        |
| Once Caldas            | 2 - 1          | Deportivo Cali         |
| Bucaramanga            | 1 - 0          | Atlético Nacional      |
| Atlético Junior        | 1 - 0          | Independiente Santa Fe |
| Millonarios            | 2 - 1          | Deportivo Pereira      |
| Independiente Medellín | 0 - 0          | Cúcuta Deportivo       |
| América de Cali        | 1 - 0          | Deportes Quindío       |

| Fecha 4 mayo 13        | Fecha 4 mayo 13 | Fecha 4 mayo 13        |
| ---------------------- | --------------- | ---------------------- |
| Equipo Local           | Resultado       | Equipo Visitante       |
| Deportivo Pereira      | 1 - 1           | Independiente Medellín |
| Cúcuta Deportivo       | 2 - 1           | Bucaramanga            |
| Unión Magdalena        | 2 - 1           | América de Cali        |
| Atlético Nacional      | 1 - 1           | Atlético Junior        |
| Deportes Quindío       | 1 - 0           | Millonarios            |
| Independiente Santa Fe | 0 - 0           | Once Caldas            |
| Deportivo Cali         | 2 - 1           | Deportes Tolima        |

| Fecha 5 mayo 16        | Fecha 5 mayo 16 | Fecha 5 mayo 16        |
| ---------------------- | --------------- | ---------------------- |
| Equipo Local           | Resultado       | Equipo Visitante       |
| Millonarios            | 1 - 0           | América de Cali        |
| Independiente Medellín | 3 - 1           | Deportes Quindío       |
| Bucaramanga            | 2 - 1           | Deportivo Pereira      |
| Deportes Tolima        | 2 - 2           | Independiente Santa Fe |
| Atlético Junior        | 2 - 0           | Cúcuta Deportivo       |
| Once Caldas            | 1 - 0           | Atlético Nacional      |
| Deportivo Cali         | 2 - 0           | Unión Magdalena        |

| Fecha 6 mayo 20        | Fecha 6 mayo 20 | Fecha 6 mayo 20        |
| ---------------------- | --------------- | ---------------------- |
| Equipo Local           | Resultado       | Equipo Visitante       |
| América de Cali        | 1 - 0           | Independiente Medellín |
| Deportivo Pereira      | 1 - 3           | Atlético Junior        |
| Independiente Santa Fe | 1 - 1           | Deportivo Cali         |
| Deportes Quindío       | 3 - 1           | Bucaramanga            |
| Atlético Nacional      | 0 - 1           | Deportes Tolima        |
| Millonarios            | 5 - 0           | Cúcuta Deportivo       |
| Unión Magdalena        | 1 - 0           | Once Caldas            |

| Fecha 7 mayo 24        | Fecha 7 mayo 24 | Fecha 7 mayo 24   |
| ---------------------- | --------------- | ----------------- |
| Equipo Local           | Resultado       | Equipo Visitante  |
| Bucaramanga            | 3 - 0           | América de Cali   |
| Atlético Junior        | 0 - 0           | Deportes Quindío  |
| Once Caldas            | 1 - 2           | Deportivo Pereira |
| Deportes Tolima        | 2 - 3           | Cúcuta Deportivo  |
| Independiente Santa Fe | 0 - 1           | Unión Magdalena   |
| Deportivo Cali         | 1 - 0           | Atlético Nacional |
| Independiente Medellín | 1 - 0           | Millonarios       |

| Fecha 8 mayo 27   | Fecha 8 mayo 27 | Fecha 8 mayo 27        |
| ----------------- | --------------- | ---------------------- |
| Equipo Local      | Resultado       | Equipo Visitante       |
| Unión Magdalena   | 0 - 0           | Independiente Medellín |
| Millonarios       | 3 - 2           | Bucaramanga            |
| América de Cali   | 3 - 1           | Atlético Junior        |
| Deportes Quindío  | 1 - 2           | Once Caldas            |
| Deportivo Pereira | 2 - 1           | Deportes Tolima        |
| Atlético Nacional | 1 - 1           | Independiente Santa Fe |
| Cúcuta Deportivo  | 1 - 1           | Deportivo Cali         |

| Fecha 9 jun 3          | Fecha 9 jun 3 | Fecha 9 jun 3          |
| ---------------------- | ------------- | ---------------------- |
| Equipo Local           | Resultado     | Equipo Visitante       |
| Once Caldas            | 1 - 1         | América de Cali        |
| Bucaramanga            | 2 - 1         | Independiente Medellín |
| Deportes Tolima        | 0 - 0         | Deportes Quindío       |
| Atlético Junior        | 3 - 0         | Millonarios            |
| Deportivo Cali         | 4 - 1         | Deportivo Pereira      |
| Independiente Santa Fe | 4 - 4         | Cúcuta Deportivo       |
| Atlético Nacional      | 1 - 0         | Unión Magdalena        |

| Fecha 10 jun 10        | Fecha 10 jun 10 | Fecha 10 jun 10        |
| ---------------------- | --------------- | ---------------------- |
| Equipo Local           | Resultado       | Equipo Visitante       |
| Independiente Medellín | 1 - 1           | Atlético Junior        |
| Millonarios            | 1 - 0           | Once Caldas            |
| América de Cali        | 2 - 0           | Deportes Tolima        |
| Deportes Quindío       | 1 - 2           | Deportivo Cali         |
| Unión Magdalena        | 2 - 2           | Bucaramanga            |
| Deportivo Pereira      | 0 - 0           | Independiente Santa Fe |
| Cúcuta Deportivo       | 2 - 1           | Atlético Nacional      |

| Fecha 11 jun 14        | Fecha 11 jun 14 | Fecha 11 jun 14        |
| ---------------------- | --------------- | ---------------------- |
| Equipo Local           | Resultado       | Equipo Visitante       |
| Atlético Junior        | 1 - 0           | Bucaramanga            |
| Independiente Santa Fe | 1 - 0           | Deportes Quindío       |
| Once Caldas            | 6 - 1           | Independiente Medellín |
| Atlético Nacional      | 2 - 1           | Deportivo Pereira      |
| Cúcuta Deportivo       | 0 - 0           | Unión Magdalena        |
| Deportes Tolima        | 0 - 2           | Millonarios            |
| Deportivo Cali         | 0 - 0           | América de Cali        |

| Fecha 12 jun 17        | Fecha 12 jun 17 | Fecha 12 jun 17        |
| ---------------------- | --------------- | ---------------------- |
| Equipo Local           | Resultado       | Equipo Visitante       |
| Atlético Junior        | 2 - 1           | Unión Magdalena        |
| Bucaramanga            | 2 - 5           | Once Caldas            |
| Independiente Medellín | 2 - 1           | Deportes Tolima        |
| América de Cali        | 1 - 0           | Independiente Santa Fe |
| Deportivo Pereira      | 1 - 0           | Cúcuta Deportivo       |
| Deportes Quindío       | 2 - 2           | Atlético Nacional      |
| Millonarios            | 1 - 1           | Deportivo Cali         |

| Fecha 13 jun 24        | Fecha 13 jun 24 | Fecha 13 jun 24        |
| ---------------------- | --------------- | ---------------------- |
| Equipo Local           | Resultado       | Equipo Visitante       |
| Unión Magdalena        | 1 - 0           | Deportivo Pereira      |
| Deportivo Cali         | 1 - 0           | Independiente Medellín |
| Atlético Nacional      | 2 - 1           | América de Cali        |
| Deportes Tolima        | 1 - 3           | Bucaramanga            |
| Independiente Santa Fe | 2 - 1           | Millonarios            |
| Cúcuta Deportivo       | 0 - 0           | Deportes Quindío       |
| Once Caldas            | 2 - 0           | Atlético Junior        |

| Apertura 1979          | AME | BUC | CAL | CUC | JUN | MAG | DIM | MIL | NAL | ONC | PER | QUI | SFE | TOL |
| América de Cali        |     | 1:0 | 1:1 | 3:1 | 3:1 | 0:0 | 1:0 | 1:0 | 2:0 | 1:1 | 1:0 | 1:0 | 2:1 | 2:0 |
| Atlético Bucaramanga   | 3:0 |     | 2:0 | 1:1 | 1:2 | 1:1 | 2:1 | 3:2 | 1:0 | 2:5 | 2:1 | 1:1 | 2:2 | 2:1 |
| Deportivo Cali         | 0:0 | 0:0 |     | 3:1 | 1:0 | 2:0 | 1:0 | 3:2 | 1:0 | 3:2 | 4:1 | 2:1 | 1:2 | 2:1 |
| Cúcuta Deportivo       | 0:2 | 2:1 | 1:1 |     | 1:0 | 0:0 | 1:0 | 0:2 | 2:1 | 1:4 | 1:1 | 0:0 | 1:1 | 1:1 |
| Atlético Junior        | 0:1 | 1:0 | 3:1 | 2:0 |     | 2:1 | 2:1 | 3:0 | 2:1 | 0:0 | 3:0 | 0:0 | 1:0 | 3:0 |
| Unión Magdalena        | 2:1 | 2:2 | 2:1 | 1:1 | 1:1 |     | 0:0 | 2:1 | 3:0 | 1:0 | 1:0 | 0:0 | 0:0 | 5:1 |
| Medellín               | 0:0 | 2:1 | 1:2 | 0:0 | 1:1 | 2:0 |     | 1:0 | 0:0 | 1:1 | 2:1 | 3:1 | 0:0 | 2:1 |
| Millonarios            | 1:0 | 3:2 | 1:1 | 3:1 | 1:2 | 4:2 | 0:2 |     | 2:2 | 1:0 | 2:1 | 1:0 | 4:4 | 5:0 |
| Atlético Nacional      | 2:1 | 1:0 | 1:2 | 1:3 | 1:1 | 1:0 | 1:5 | 1:1 |     | 2:1 | 2:1 | 3:1 | 1:1 | 4:1 |
| Once Caldas            | 1:1 | 0:0 | 2:1 | 1:0 | 2:0 | 2:0 | 6:1 | 2:0 | 1:0 |     | 1:2 | 0:0 | 2:1 | 4:2 |
| Deportivo Pereira      | 1:2 | 3:1 | 0:0 | 3:1 | 1:3 | 2:0 | 1:1 | 1:3 | 1:1 | 2:0 |     | 2:1 | 0:0 | 2:1 |
| Deportes Quindío       | 2:0 | 3:1 | 1:2 | 2:0 | 6:1 | 1:0 | 2:1 | 1:0 | 2:2 | 1:2 | 1:1 |     | 0:0 | 0:0 |
| Independiente Santa Fe | 1:1 | 2:0 | 1:1 | 4:4 | 2:2 | 0:1 | 2:2 | 2:1 | 2:2 | 0:0 | 3:2 | 1:0 |     | 0:1 |
| Deportes Tolima        | 1:1 | 1:3 | 1:1 | 2:3 | 1:0 | 0:2 | 3:5 | 0:2 | 1:2 | 1:2 | 0:3 | 0:0 | 2:2 |     |

### Desempate Apertura
| Fecha                                                                                    | Ciudad | Equipo local    | Resultado | Equipo visitante |
| ---------------------------------------------------------------------------------------- | ------ | --------------- | --------- | ---------------- |
| 28 de junio                                                                              | Cali   | América de Cali | 0 - 0     | Deportivo Cali   |
| 1 de julio                                                                               | Cali   | Deportivo Cali  | 0 - 0     | América de Cali  |
| Deportivo Cali es ganador del Torneo Apertura por más goles anotados en la fase regular. |        |                 |           |                  |

## Torneo Finalización

### Grupo A
| Pos. | Equipo                 | Pts. | PJ | G  | E | P  | GF | GC | Dif. | Clasificación                |
| ---- | ---------------------- | ---- | -- | -- | - | -- | -- | -- | ---- | ---------------------------- |
| 1    | América de Cali        | 31   | 21 | 13 | 5 | 3  | 33 | 14 | +19  | Clasificados en el Apertura. |
| 2    | Deportivo Cali         | 27   | 21 | 11 | 5 | 5  | 30 | 21 | +9   | Clasificados en el Apertura. |
| 3    | Unión Magdalena        | 25   | 21 | 10 | 5 | 6  | 24 | 20 | +4   | Cuadrangulares semifinales.  |
| 4    | Junior                 | 22   | 21 | 7  | 8 | 6  | 25 | 24 | +1   | Cuadrangulares semifinales.  |
| 5    | Millonarios            | 21   | 21 | 7  | 7 | 7  | 35 | 26 | +9   |                              |
| 6    | Once Caldas            | 18   | 21 | 7  | 4 | 10 | 34 | 29 | +5   |                              |
| 7    | Independiente Medellín | 11   | 21 | 3  | 5 | 13 | 15 | 42 | −27  |                              |

 Fuente: Rsssf

### Grupo B
| Pos. | Equipo               | Pts. | PJ | G  | E  | P  | GF | GC | Dif. | Clasificación               |
| ---- | -------------------- | ---- | -- | -- | -- | -- | -- | -- | ---- | --------------------------- |
| 1    | Deportivo Pereira    | 27   | 21 | 11 | 5  | 5  | 42 | 32 | +10  | Cuadrangulares semifinales. |
| 2    | Atlético Nacional    | 23   | 21 | 5  | 13 | 3  | 26 | 23 | +3   | Cuadrangulares semifinales. |
| 3    | Deportes Quindío     | 22   | 21 | 7  | 8  | 6  | 26 | 21 | +5   |                             |
| 4    | Santa Fe             | 22   | 21 | 7  | 8  | 6  | 32 | 28 | +4   |                             |
| 5    | Atlético Bucaramanga | 19   | 21 | 7  | 5  | 9  | 27 | 36 | −9   |                             |
| 6    | Cúcuta Deportivo     | 13   | 21 | 1  | 11 | 9  | 19 | 31 | −12  |                             |
| 7    | Deportes Tolima      | 13   | 21 | 3  | 7  | 11 | 16 | 37 | −21  |                             |

 Fuente: Rsssf

### Resultados
| Grupo A     |
| Grupo B     |
| Intergrupos |

| Fecha 1 julio 8 |           |           |
| Local           | Resultado | Visitante |
| Millonarios     | 1 - 1     | Magdalena |
| Junior          | 1 - 3     | América   |
| Cali            | 5 - 1     | Medellín  |
| Nacional        | 0 - 0     | Cúcuta    |
| Quindío         | 3 - 0     | Santa Fe  |
| Bucaramanga     | 2 - 2     | Tolima    |
| Caldas          | 4 - 1     | Pereira   |

| Fecha 2 julio 15 |           |             |
| Local            | Resultado | Visitante   |
| Caldas           | 3 - 3     | Junior      |
| América          | 1 - 0     | Millonarios |
| Magdalena        | 1 - 0     | Cali        |
| Tolima           | 1 - 2     | Pereira     |
| Santa Fe         | 1 - 1     | Bucaramanga |
| Cúcuta           | 3 - 0     | Quindío     |
| Medellín         | 1 - 1     | Nacional    |

| Fecha 3 julio 22 |           |           |
| Local            | Resultado | Visitante |
| Millonarios      | 3 - 1     | Caldas    |
| Medellín         | 0 - 1     | Magdalena |
| Cali             | 0 - 1     | América   |
| Pereira          | 5 - 5     | Santa Fe  |
| Bucaramanga      | 2 - 0     | Cúcuta    |
| Quindío          | 0 - 0     | Nacional  |
| Junior           | 3 - 0     | Tolima    |

| Fecha 4 julio 29 |           |             |
| Local            | Resultado | Visitante   |
| Junior           | 1 - 3     | Millonarios |
| América          | 3 - 1     | Medellín    |
| Caldas           | 0 - 1     | Cali        |
| Santa Fe         | 7 - 2     | Tolima      |
| Nacional         | 2 - 0     | Bucaramanga |
| Cúcuta           | 0 - 2     | Pereira     |
| Magdalena        | 2 - 1     | Quindío     |

| Fecha 5 agosto 5 |           |           |
| Local            | Resultado | Visitante |
| Magdalena        | 0 - 0     | América   |
| Cali             | 2 - 0     | Junior    |
| Medellín         | 1 - 0     | Caldas    |
| Tolima           | 1 - 1     | Cúcuta    |
| Pereira          | 2 - 2     | Nacional  |
| Bucaramanga      | 1 - 0     | Quindío   |
| Millonarios      | 0 - 0     | Santa Fe  |

| Fecha 6 agosto 12 |           |             |
| Local             | Resultado | Visitante   |
| Caldas            | 3 - 0     | Magdalena   |
| Millonarios       | 1 - 2     | Cali        |
| Junior            | 1 - 0     | Medellín    |
| Nacional          | 2 - 2     | Tolima      |
| Quindío           | 1 - 2     | Pereira     |
| Cúcuta            | 0 - 0     | Santa Fe    |
| América           | 6 - 0     | Bucaramanga |

| Fecha 7 agosto 19 |           |             |
| Local             | Resultado | Visitante   |
| América           | 1 - 0     | Caldas      |
| Magdalena         | 2 - 1     | Junior      |
| Medellín          | 0 - 2     | Millonarios |
| Pereira           | 3 - 2     | Bucaramanga |
| Santa Fe          | 3 - 3     | Nacional    |
| Tolima            | 1 - 2     | Quindío     |
| Cúcuta            | 0 - 0     | Cali        |

| Fecha 8 agosto 26 |           |             |
| Local             | Resultado | Visitante   |
| Santa Fe          | 2 - 0     | Caldas      |
| Medellín          | 1 - 0     | Tolima      |
| Pereira           | 0 - 1     | Magdalena   |
| América           | 3 - 1     | Nacional    |
| Bucaramanga       | 0 - 1     | Cali        |
| Junior            | 1 - 1     | Cúcuta      |
| Quindío           | 1 - 1     | Millonarios |

| Fecha 9 septiembre 2 |           |           |
| Local                | Resultado | Visitante |
| Cali                 | 2 - 0     | Santa fe  |
| Millonarios          | 0 - 1     | Tolima    |
| Nacional             | 1 - 1     | Junior    |
| Bucaramanga          | 1 - 0     | Magdalena |
| Cúcuta               | 1 - 1     | América   |
| Quindío              | 1 - 1     | Medellín  |
| Caldas               | 5 - 1     | Pereira   |

| Fecha 10 septiembre 9 |           |             |
| Local                 | Resultado | Visitante   |
| América               | 1 - 0     | Bucaramanga |
| Caldas                | 2 - 1     | Quindío     |
| Santa fe              | 2 - 0     | Junior      |
| Nacional              | 1 - 2     | Medellín    |
| Tolima                | 1 - 0     | Cali        |
| Magdalena             | 1 - 1     | Cúcuta      |
| Pereira               | 3 - 3     | Millonarios |

| Fecha 11 septiembre 12 |           |             |
| Local                  | Resultado | Visitante   |
| Cali                   | 2 - 2     | Nacional    |
| Santa fe               | 1 - 1     | América     |
| Medellín               | 1 - 2     | Pereira     |
| Quindío                | 2 - 0     | Magdalena   |
| Junior                 | 2 - 2     | Bucaramanga |
| Cúcuta                 | 1 - 3     | Millonarios |
| Tolima                 | 0 - 0     | Caldas      |

| Fecha 12 septiembre 16 |           |           |
| Local                  | Resultado | Visitante |
| Millonarios            | 0 - 1     | Santa fe  |
| Magdalena              | 2 - 1     | Tolima    |
| Nacional               | 2 - 1     | Caldas    |
| Bucaramanga            | 4 - 2     | Medellín  |
| Cúcuta                 | 1 - 2     | Cali      |
| Pereira                | 2 - 1     | América   |
| Quindío                | 0 - 0     | Junior    |

| Fecha 13 septiembre 19 |           |             |
| Local                  | Resultado | Visitante   |
| América                | 3 - 2     | Quindío     |
| Medellín               | 0 - 0     | Cúcuta      |
| Magdalena              | 2 - 1     | Santa fe    |
| Millonarios            | 2 - 1     | Nacional    |
| Tolima                 | 0 - 1     | Junior      |
| Caldas                 | 5 - 2     | Bucaramanga |
| Pereira                | 2 - 1     | Cali        |

| Fecha 14 septiembre 23 |           |             |
| Local                  | Resultado | Visitante   |
| Cali                   | 2 - 2     | Quindío     |
| Santa fe               | 2 - 1     | Medellín    |
| Bucaramanga            | 1 - 1     | Millonarios |
| Tolima                 | 1 - 3     | América     |
| Cúcuta                 | 1 - 1     | Caldas      |
| Junior                 | 0 - 0     | Pereira     |
| Nacional               | 1 - 0     | Magdalena   |

| Fecha 15 septiembre 30 |           |             |
| Local                  | Resultado | Visitante   |
| Magdalena              | 2 - 0     | Millonarios |
| América                | 2 - 0     | Junior      |
| Medellín               | 1 - 1     | Cali        |
| Cúcuta                 | 2 - 2     | Nacional    |
| Santa Fe               | 0 - 1     | Quindío     |
| Tolima                 | 1 - 2     | Bucaramanga |
| Pereira                | 1 - 0     | Caldas      |

| Fecha 16 octubre 3 |           |           |
| Local              | Resultado | Visitante |
| Junior             | 1 - 0     | Caldas    |
| Millonarios        | 2 - 2     | América   |
| Cali               | 1 - 0     | Magdalena |
| Pereira            | 6 - 0     | Tolima    |
| Bucaramanga        | 3 - 2     | Santa Fe  |
| Quindío            | 2 - 1     | Cúcuta    |
| Nacional           | 1 - 1     | Medellín  |

| Fecha 17 octubre 7 |           |             |
| Local              | Resultado | Visitante   |
| Caldas             | 2 - 2     | Millonarios |
| Magdalena          | 3 - 0     | Medellín    |
| América            | 0 - 1     | Cali        |
| Santa Fe           | 1 - 0     | Pereira     |
| Cúcuta             | 1 - 2     | Bucaramanga |
| Nacional           | 0 - 0     | Quindío     |
| Tolima             | 1 - 0     | Junior      |

| Fecha 18 octubre 14 |           |           |
| Local               | Resultado | Visitante |
| Millonarios         | 1 - 3     | Junior    |
| Medellín            | 0 - 1     | América   |
| Cali                | 3 - 1     | Caldas    |
| Tolima              | 0 - 0     | Santa Fe  |
| Bucaramanga         | 0 - 2     | Nacional  |
| Pereira             | 4 - 1     | Cúcuta    |
| Quindío             | 3 - 0     | Magdalena |

| Fecha 19 octubre 17 |           |             |
| Local               | Resultado | Visitante   |
| América             | 0 - 0     | Magdalena   |
| Junior              | 1 - 1     | Cali        |
| Caldas              | 4 - 0     | Medellín    |
| Cúcuta              | 1 - 1     | Tolima      |
| Nacional            | 1 - 1     | Pereira     |
| Quindío             | 1 - 1     | Bucaramanga |
| Santa Fe            | 1 - 3     | Millonarios |

| Fecha 20 octubre 21 |           |             |
| Local               | Resultado | Visitante   |
| Magdalena           | 4 - 1     | Caldas      |
| Cali                | 1 - 4     | Millonarios |
| Medellín            | 1 - 3     | Junior      |
| Tolima              | 0 - 1     | Nacional    |
| Pereira             | 1 - 2     | Quindío     |
| Santa Fe            | 3 - 1     | Cúcuta      |
| Bucaramanga         | 0 - 1     | América     |

| Fecha 21 octubre 28 |           |           |
| Local               | Resultado | Visitante |
| Caldas              | 1 - 0     | América   |
| Junior              | 2 - 2     | Magdalena |
| Millonarios         | 6 - 0     | Medellín  |
| Bucaramanga         | 1 - 2     | Pereira   |
| Nacional            | 0 - 0     | Santa Fe  |
| Quindío             | 2 - 1     | Tolima    |
| Cali                | 3 - 2     | Cúcuta    |

| Finalización 1979      | AME | BUC     | CAL     | CUC | JUN     | MAG     | DIM     | MIL | NAL | ONC | PER     | QUI | SFE     | TOL |
| América de Cali        |     | 6:0 1:0 | 0:1     |     | 2:0     | 0:0     | 3:1     | 1:0 | 3:1 | 1:0 |         | 3:2 |         |     |
| Atlético Bucaramanga   | 0:1 |         | 0:1     | 2:0 |         | 1:0     | 4:2     | 1:1 | 0:2 |     | 1:2     | 1:0 | 3:2     | 2:2 |
| Deportivo Cali         | 0:1 |         |         | 3:2 | 2:0     | 1:0     | 5:1     | 1:4 | 2:2 | 2:1 |         | 2:2 | 2:0     |     |
| Cúcuta Deportivo       | 1:1 | 1:2     | 0:0 1:2 |     |         |         |         | 1:3 | 2:2 | 1:1 | 0:2     | 3:0 | 0:0     | 1:1 |
| Atlético Junior        | 1:3 | 2:2     | 1:1     | 1:1 |         | 2:2     | 1:0     | 1:0 |     | 1:0 | 0:0     |     |         | 3:0 |
| Unión Magdalena        | 0:0 |         | 1:0     | 1:1 | 2:1     |         | 3:0     | 2:0 |     | 4:1 |         | 2:1 | 2:1     | 2:1 |
| Independiente Medellín | 0:1 |         | 1:1     | 0:0 | 1:3     | 0:1     |         | 0:2 | 1:1 | 1:0 | 1:2     |     |         | 1:0 |
| Millonarios            | 2:2 |         | 1:2     |     | 1:3     | 1:1     | 6:0     |     | 2:1 | 3:1 |         |     | 0:0 0:1 | 0:1 |
| Atlético Nacional      |     | 2:0     |         | 0:0 | 1:1     | 1:0     | 1:2 1:1 |     |     | 2:1 | 1:1     | 0:0 | 0:0     | 2:2 |
| Once Caldas            | 1:0 | 5:2     | 0:1     |     | 3:3     | 3:0     | 4:0     | 2:2 |     |     | 4:1 5:1 | 2:1 |         |     |
| Deportivo Pereira      | 2:0 | 3:2     | 2:1     | 4:1 |         | 0:1     |         | 3:3 | 2:2 | 1:0 |         | 1:2 | 5:5     | 6:0 |
| Deportes Quindío       |     | 1:1     |         | 2:1 | 0:0     | 2:0 3:0 | 1:1     | 1:1 | 0:0 |     | 1:2     |     | 3:0     | 3:1 |
| Independiente Santa Fe | 1:1 | 1:1     |         | 3:1 | 2:0     |         | 2:1     | 1:3 | 3:3 | 2:0 | 1:0     | 0:1 |         | 7:2 |
| Deportes Tolima        | 1:3 | 1:2     | 1:0     | 1:1 | 0:1 1:0 |         |         |     | 0:1 | 0:0 | 1:2     | 0:0 | 0:0     |     |

## Reclasificación
| Pos. | Equipo                 | Pts. | PJ | G  | E  | P  | GF | GC | Dif. | Clasificación                |
| ---- | ---------------------- | ---- | -- | -- | -- | -- | -- | -- | ---- | ---------------------------- |
| 1    | América de Cali        | 65   | 47 | 26 | 13 | 8  | 62 | 33 | +29  | Clasificados en el Apertura. |
| 2    | Deportivo Cali         | 61   | 47 | 24 | 13 | 10 | 67 | 48 | +19  | Clasificados en el Apertura. |
| 3    | Junior                 | 54   | 47 | 20 | 14 | 13 | 61 | 51 | +10  | Clasificados por el grupo A. |
| 4    | Unión Magdalena        | 52   | 47 | 19 | 14 | 14 | 51 | 45 | +6   | Clasificados por el grupo A. |
| 5    | Once Caldas            | 51   | 47 | 20 | 11 | 16 | 76 | 53 | +23  | Cuadrangulares semifinales.  |
| 6    | Deportivo Pereira      | 49   | 47 | 19 | 11 | 17 | 75 | 69 | +6   | Clasificado por el grupo B.  |
| 7    | Santa Fe               | 48   | 47 | 12 | 24 | 11 | 66 | 61 | +5   | Cuadrangulares semifinales.  |
| 8    | Millonarios            | 47   | 47 | 18 | 11 | 18 | 77 | 63 | +14  |                              |
| 9    | Atlético Nacional      | 47   | 47 | 13 | 21 | 13 | 58 | 61 | −3   | Clasificado por el grupo B.  |
| 10   | Deportes Quindío       | 46   | 47 | 14 | 18 | 15 | 53 | 45 | +8   |                              |
| 11   | Atlético Bucaramanga   | 42   | 47 | 15 | 12 | 20 | 61 | 74 | −13  |                              |
| 12   | Independiente Medellín | 38   | 47 | 12 | 14 | 21 | 49 | 72 | −23  |                              |
| 13   | Cúcuta Deportivo       | 35   | 47 | 7  | 21 | 19 | 46 | 71 | −25  |                              |
| 14   | Deportes Tolima        | 23   | 47 | 5  | 13 | 29 | 39 | 95 | −56  |                              |

 Fuente: Rsssf

## Cuadrangulares semifinales

### Grupo A
| Pos. | Equipo            | Pts. | PJ | G | E | P | GF | GC | Dif. | Clasificación       |
| ---- | ----------------- | ---- | -- | - | - | - | -- | -- | ---- | ------------------- |
| 1    | Junior            | 8    | 6  | 3 | 2 | 1 | 6  | 3  | +3   | Cuadrangular final. |
| 2    | América de Cali   | 6    | 6  | 2 | 2 | 2 | 6  | 7  | −1   | Cuadrangular final. |
| 3    | Atlético Nacional | 5    | 6  | 1 | 3 | 2 | 8  | 8  | 0    |                     |
| 4    | Deportivo Pereira | 5    | 6  | 1 | 3 | 2 | 5  | 7  | −2   |                     |

 Fuente: Rsssf
| Fecha 1 - 4 de noviembre de 1979 | Fecha 1 - 4 de noviembre de 1979 | Fecha 1 - 4 de noviembre de 1979 |
| Equipo local                     | Resultado                        | Equipo visitante                 |
| -------------------------------- | -------------------------------- | -------------------------------- |
| América de Cali                  | 0 - 0                            | Atlético Nacional                |
| Pereira                          | 0 - 0                            | Junior                           |

| Fecha 2 - 7 de noviembre de 1979 | Fecha 2 - 7 de noviembre de 1979 | Fecha 2 - 7 de noviembre de 1979 |
| Equipo local                     | Resultado                        | Equipo visitante                 |
| -------------------------------- | -------------------------------- | -------------------------------- |
| Junior                           | 2 - 0                            | América de Cali                  |
| Atlético Nacional                | 2 - 2                            | Pereira                          |

| Fecha 3 - 11 de noviembre de 1979 | Fecha 3 - 11 de noviembre de 1979 | Fecha 3 - 11 de noviembre de 1979 |
| Equipo local                      | Resultado                         | Equipo visitante                  |
| --------------------------------- | --------------------------------- | --------------------------------- |
| Pereira                           | 1 - 1                             | América de Cali                   |
| Junior                            | 2 - 1                             | Atlético Nacional                 |

| Fecha 4 - 18 de noviembre de 1979 | Fecha 4 - 18 de noviembre de 1979 | Fecha 4 - 18 de noviembre de 1979 |
| Equipo local                      | Resultado                         | Equipo visitante                  |
| --------------------------------- | --------------------------------- | --------------------------------- |
| América de Cali                   | 1 - 0                             | Pereira                           |
| Atlético Nacional                 | 0 - 0                             | Junior                            |

| Fecha 5 - 21 de noviembre de 1979 | Fecha 5 - 21 de noviembre de 1979 | Fecha 5 - 21 de noviembre de 1979 |
| Equipo local                      | Resultado                         | Equipo visitante                  |
| --------------------------------- | --------------------------------- | --------------------------------- |
| Pereira                           | 2 - 1                             | Atlético Nacional                 |
| América de Cali                   | 2 - 0                             | Junior                            |

| Fecha 6 - 25 de noviembre de 1979 | Fecha 6 - 25 de noviembre de 1979 | Fecha 6 - 25 de noviembre de 1979 |
| Equipo local                      | Resultado                         | Equipo visitante                  |
| --------------------------------- | --------------------------------- | --------------------------------- |
| Junior                            | 2 - 0                             | Pereira                           |
| Atlético Nacional                 | 4 - 2                             | América de Cali                   |

### Grupo B
| Pos. | Equipo          | Pts. | PJ | G | E | P | GF | GC | Dif. | Clasificación       |
| ---- | --------------- | ---- | -- | - | - | - | -- | -- | ---- | ------------------- |
| 1    | Unión Magdalena | 7    | 6  | 2 | 3 | 1 | 5  | 2  | +3   | Cuadrangular final. |
| 2    | Santa Fe        | 7    | 6  | 2 | 3 | 1 | 9  | 6  | +3   | Cuadrangular final. |
| 3    | Deportivo Cali  | 6    | 6  | 1 | 4 | 1 | 5  | 4  | +1   |                     |
| 4    | Once Caldas     | 4    | 6  | 1 | 2 | 3 | 5  | 12 | −7   |                     |

 Fuente: Rsssf
| Fecha 1 - 4 de noviembre de 1979 | Fecha 1 - 4 de noviembre de 1979 | Fecha 1 - 4 de noviembre de 1979 |
| Equipo local                     | Resultado                        | Equipo visitante                 |
| -------------------------------- | -------------------------------- | -------------------------------- |
| Deportivo Cali                   | 1 - 1                            | Santa Fe                         |
| Magdalena                        | 3 - 1                            | Once Caldas                      |

| Fecha 2 - 7 de noviembre de 1979 | Fecha 2 - 7 de noviembre de 1979 | Fecha 2 - 7 de noviembre de 1979 |
| Equipo local                     | Resultado                        | Equipo visitante                 |
| -------------------------------- | -------------------------------- | -------------------------------- |
| Deportivo Cali                   | 1 - 1                            | Magdalena                        |
| Once Caldas                      | 2 - 1                            | Santa Fe                         |

| Fecha 3 - 11 de noviembre de 1979 | Fecha 3 - 11 de noviembre de 1979 | Fecha 3 - 11 de noviembre de 1979 |
| Equipo local                      | Resultado                         | Equipo visitante                  |
| --------------------------------- | --------------------------------- | --------------------------------- |
| Santa Fe                          | 1 - 0                             | Magdalena                         |
| Deportivo Cali                    | 3 - 0                             | Once Caldas                       |

| Fecha 4 - 18 de noviembre de 1979 | Fecha 4 - 18 de noviembre de 1979 | Fecha 4 - 18 de noviembre de 1979 |
| Equipo local                      | Resultado                         | Equipo visitante                  |
| --------------------------------- | --------------------------------- | --------------------------------- |
| Magdalena                         | 0 - 0                             | Santa Fe                          |
| Once Caldas                       | 0 - 0                             | Deportivo Cali                    |

| Fecha 5 - 21 de noviembre de 1979 | Fecha 5 - 21 de noviembre de 1979 | Fecha 5 - 21 de noviembre de 1979 |
| Equipo local                      | Resultado                         | Equipo visitante                  |
| --------------------------------- | --------------------------------- | --------------------------------- |
| Santa Fe                          | 5 - 2                             | Once Caldas                       |
| Magdalena                         | 2 - 0                             | Deportivo Cali                    |

| Fecha 6 - 25 de noviembre de 1979 | Fecha 6 - 25 de noviembre de 1979 | Fecha 6 - 25 de noviembre de 1979 |
| Equipo Local                      | Resultado                         | Equipo Visitante                  |
| --------------------------------- | --------------------------------- | --------------------------------- |
| Deportivo Cali                    | 1 - 1                             | Santa Fe                          |
| Once Caldas                       | 0 - 0                             | Magdalena                         |

## Cuadrangular final
| Pos. | Equipo          | Pts. | PJ | G | E | P | GF | GC | Dif. | Clasificación                   |
| ---- | --------------- | ---- | -- | - | - | - | -- | -- | ---- | ------------------------------- |
| 1    | América de Cali | 8    | 6  | 3 | 2 | 1 | 6  | 3  | +3   | Campeón y Copa Libertadores.    |
| 2    | Santa Fe        | 8    | 6  | 4 | 0 | 2 | 6  | 5  | +1   | Subcampeón y Copa Libertadores. |
| 3    | Unión Magdalena | 7    | 6  | 3 | 1 | 2 | 10 | 7  | +3   |                                 |
| 4    | Junior          | 1    | 6  | 0 | 1 | 5 | 4  | 11 | −7   |                                 |

 Fuente: Rsssf
| Fecha 1 - 2 de diciembre de 1979 | Fecha 1 - 2 de diciembre de 1979 | Fecha 1 - 2 de diciembre de 1979 |
| Equipo local                     | Resultado                        | Equipo visitante                 |
| -------------------------------- | -------------------------------- | -------------------------------- |
| Santa Fe                         | 2 - 1                            | Junior                           |
| Magdalena                        | 1 - 1                            | América de Cali                  |

| Fecha 2 - 5 de diciembre de 1979 | Fecha 2 - 5 de diciembre de 1979 | Fecha 2 - 5 de diciembre de 1979 |
| Equipo local                     | Resultado                        | Equipo visitante                 |
| -------------------------------- | -------------------------------- | -------------------------------- |
| Junior                           | 1 - 2                            | Magdalena                        |
| América de Cali                  | 1 - 0                            | Santa Fe                         |

| Fecha 3 - 9 de diciembre de 1979 | Fecha 3 - 9 de diciembre de 1979 | Fecha 3 - 9 de diciembre de 1979 |
| Equipo local                     | Resultado                        | Equipo visitante                 |
| -------------------------------- | -------------------------------- | -------------------------------- |
| Junior                           | 1 - 2                            | América de Cali                  |
| Magdalena                        | 3 - 0                            | Santa Fe                         |

| Fecha 4 - 12 de diciembre de 1979 | Fecha 4 - 12 de diciembre de 1979 | Fecha 4 - 12 de diciembre de 1979 |
| Equipo local                      | Resultado                         | Equipo visitante                  |
| --------------------------------- | --------------------------------- | --------------------------------- |
| América de Cali                   | 0 - 0                             | Junior                            |
| Santa Fe                          | 2 - 0                             | Magdalena                         |

| Fecha 5 - 16 de diciembre de 1979 | Fecha 5 - 16 de diciembre de 1979 | Fecha 5 - 16 de diciembre de 1979 |
| Equipo local                      | Resultado                         | Equipo visitante                  |
| --------------------------------- | --------------------------------- | --------------------------------- |
| Santa Fe                          | 1 - 0                             | América de Cali                   |
| Magdalena                         | 4 - 1                             | Junior                            |

| Fecha 6 - 19 de diciembre de 1979 | Fecha 6 - 19 de diciembre de 1979 | Fecha 6 - 19 de diciembre de 1979 |
| Equipo local                      | Resultado                         | Equipo visitante                  |
| --------------------------------- | --------------------------------- | --------------------------------- |
| América de Cali                   | 2 - 0                             | Magdalena                         |
| Junior                            | 0 - 1                             | Santa Fe                          |

|                                     |
| Bandera de Colombia                 |
| Campeón América de Cali 1.er título |

## Goleadores
| Jugador                    | Equipo            | Goles |
| -------------------------- | ----------------- | ----- |
| Juan Jose Irigoyen         | Millonarios       | 36    |
| Alberto de Jesús Benítez   | Deportivo Cali    | 34    |
| Néstor Leonel Scotta       | Deportivo Cali    | 32    |
| Oswaldo Marcial Palavecino | Atlético Nacional | 31    |